# Danil Sinitsyn
Danil Sergejevitsj Sinitsyn (Russisch: Данил Сергеевич Синицин) (Oblast Penza, 25 maart 1990) is een Russisch langebaanschaatser.
Nationaal nam hij drie keer plaats op het erepodium bij de allroundkampioenschappen van Rusland, in 2014 en 2017 werd hij derde en in 2015 tweede. Het eerste grote internationale toernooi van Sinitsyn was het EK allround van 2015. Dit toernooi werd in zijn woonplaats Tsjeljabinsk georganiseerd. Door een afzegging van de Pool Jan Szymański mocht hij de afsluitende 10.000 meter rijden. Hij eindigde op de achtste plaats in het eindklassement. Bij zijn deelname aan de WK van 2015 werd hij op de tweede afstand gediskwalificeerd. Op het EK allround 2017 werd hij dertiende. Bij de eerste editie van de EK afstanden eindigde hij als 11e op de 1500 meter en 13e op de 5000 meter.

## Persoonlijke records
| Afstand     | Tijd     | Datum            | Baan         |
| ----------- | -------- | ---------------- | ------------ |
| 500 meter   | 39,96    | 28 december 2014 | Kolomna      |
| 1000 meter  | 1.16,15  | 16 februari 2008 | Tsjeljabinsk |
| 1500 meter  | 1.47,61  | 29 december 2014 | Kolomna      |
| 3000 meter  | 3.39,76  | 25 november 2017 | Calgary      |
| 5000 meter  | 6.12,15  | 1 december 2017  | Calgary      |
| 10000 meter | 13.26,74 | 1 december 2013  | Astana       |

## Resultaten
| Jaar | EK Allround             | WK Allround           | WK Afstanden                         |
| ---- | ----------------------- | --------------------- | ------------------------------------ |
| 2015 | 8e (14e, 8e, 8e, 7e)    | DQ2 (19e, DQ, 23e, -) | 18e 1500m 16e 5000m 4e achtervolging |
| 2016 |                         |                       | 6e achtervolging                     |
| 2017 | NC13 (12e, 12e, 13e, -) |                       | 20e 5000m                            |